# Der Android
Der Android (Originaltitel: Android) ist ein 1982 veröffentlichter US-amerikanischer Science-Fiction-Film von Aaron Lipstadt, in dem Klaus Kinski eine der Hauptrollen spielt.

## Handlung
Im Jahr 2036: Nachdem in München ein Roboteraufstand niedergeschlagen wurde, ist es künstlichen Menschen nicht mehr gestattet, auf der Erde zu leben. 
Man befürchtet, dass weitere abtrünnige Androiden Morde oder Attentate auf hohe Mitglieder oder die Bosse der die Erde kontrollierenden Großkonzerne begehen könnten. So stehen auch die Forschungsarbeiten über künstliche Lebewesen des Wissenschaftlers Dr. Daniel, der zusammen mit seinem Geschöpf und Diener, dem Androiden Max 404, auf einer verlassenen Raumstation im Weltall lebt, kurz vor dem Aus, weil Daniels Geldgeber dessen aktuelles Forschungsprojekt „Cassandra 1“ abbrechen wollen. Während Dr. Daniel mit seinem Projekt beschäftigt ist, erforscht Max, der sich nach einem ihm nur aus alten Filmen bekannten Leben auf der Erde sehnt, die menschliche Rasse und die Beziehung zwischen Mann und Frau, zumal er noch nie eine echte Frau gesehen hat.
Eines Tages erhält Max einen Notruf von drei entflohenen Schwerverbrechern, die mit ihrem Raumschiff auf der Flucht vor der Weltraumpolizei Terrapol sind. Max gewährt dem Trio Zuflucht, ohne Dr. Daniel zu informieren. Als er die Eindringlinge entdeckt, fasst Dr. Daniel den Plan, die junge Maggie als Versuchsperson für sein illegales Forschungsprojekt „Cassandra 1“ zu benutzen. 
Als Max trotz seiner künstlichen Herkunft zunehmend menschliche Gefühle entwickelt und sich in Maggie verliebt, beginnt er, langsam gegen seinen Herrn zu rebellieren, und schützt die Verbrecher sogar vor einer Polizeipatrouille. Nachdem er ein Gespräch zwischen Maggie und Dr. Daniel belauscht hat, fürchtet er um seine Existenz, da Daniel ihn wegen seines Ungehorsams und Eigensinns ausschalten will, sobald er das Nachfolgemodell Cassandra aktiviert hat. 
Schließlich eskaliert die Situation endgültig, als Max Maggie eines Morgens tot auffindet. Mendes ermordet daraufhin Keller, da er diesen für den Täter hält. Mit der von Maggie, die von Max geküsst wurde, entzogenen Lebensenergie ist allerdings Dr. Daniels weiblicher Android Cassandra erwacht. Mit dieser verbündet Max sich und tötet seinen Erfinder Dr. Daniel, der Maggie ausgeschaltet hat und Max umprogrammierte, bevor dieser Mendes tötete. Es stellt sich heraust, dass Dr. Daniel selbst ein Android ist.
Mittlerweile ist eine weitere Patrouille der Weltraumpolizei Terrapol aufgetaucht und auf der Station gelandet, um die entflohenen Sträflinge festzunehmen. Die Polizisten finden nur den Androiden Max 404 und die Androidin Cassandra vor, die sich als Dr. Daniel und seine Assistentin vorstellen und zur Erde zurückkehren.

## Erstaufführungen
- Spanien 25. März 1983
- Deutschland 22. Juli 1983
- USA 5. November 1983

## Soundtrack
Für den Film wurden unter anderem Lieder von James Brown (It’s a Man’s Man’s Man’s World), Django Reinhardt (Heavy Artillery) und The Fibonaccis (Sergio Leone) verwendet.

## Trivia
- Einer der Executive Producer des Filmes war Roger Corman. Sein Name wird allerdings nicht im Abspann genannt. Der Filmbeobachter schrieb: „Mit Der Android ist dem […] Corman-Assistenten Aaron Lippstadt ein erstklassiger B-Film gelungen, eine witzige und intelligente Abhandlung des klassischen SF-Themas von der Menschwerdung eines Androiden.“

## Rezeption
Das US-amerikanische Magazin Cinefantastique beschrieb den Film als typische Neue-Welt-Produktion, die nett beginnt, sich aber bald mit den Klischees des Science-Fiction-Genres kurzschließt. Der englische Science-Fiction- und Fantasy-Autor David Wingrove lobte den Film unter anderem für seinen innovativen Charakter. Der Produzent, Drehbuchautor und Regisseur George Lucas fand den Film „elegant“ und hält ihn für „relevant“. 
Das Lexikon des internationalen Films urteilt: „Intelligent-witziger Erstlingsfilm; eine interessante Variante zu den Science-Fiction-Filmen Hollywoods mit ihren Erlösungsbotschaften.“

## Auszeichnungen
Saturn Awards 1983
- Nominiert in der Kategorie Bester Low-Budget-Film